# Concile de Reims

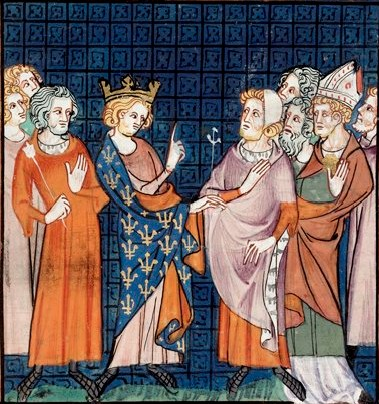
Le concile de 991, à gauche Gerbert d'Aurillac et le roi Hugues Capet, en face Arnoul de France.

Plusieurs conciles se sont tenus à Reims, notamment en 625, 813, 923, 991, 1049, 1092, 1094, 1105, 1115, 1119, 1131, 1148, 1157, 1235, 1287, 1301, 1564 et 1584.

## Liste des conciles de Reims

### Concile de 625
- 625[1] : il comprenait quarante et un évêques dépendant du roi Clotaire II[2] et travailla à l'édiction de vingt-cinq canons, dont : no 7, l'asile en l'église[3] ; no 14, défense de consulter les augures païens ; no 17 : défense de poursuivre des personnes libres pour les réduire en servitude[4] ; no 25 : les évêques doivent être issus de la ville où ils vont siéger, et être élus par les habitants de la ville avec l'approbation des autres évêques de la province[5].

### Concile royal de 991
- 17 juin 991[6] : le concile royal à l'abbaye de Saint-Basle (actuelle commune de Verzy, à 15 km S-E de Reims) est convoqué par le roi Hugues Capet. Il est marqué par l'opposition entre le parti des évêques et celui des moines. Le concile destitue et fait emprisonner l'archevêque de Reims Arnoul (qui a œuvré contre le roi) et lui substitue Gerbert d'Aurillac, à la grande colère du pape Jean XV.

### Conciles provinciaux de 993, 995 et 1015
- 993 : présidé par Gerbert archevêque de Reims, Gerbert d'Aurillac, futur Sylvestre II. Concile des évêques de la province de Reims, contre ceux qui ont pillé les biens de l’Église de Reims ou maltraité ses gens[7].
- 995 : suite du concile de Mouzon. Le légat Léon reproche aux évêques qui ont déposé Arnoul, de l'avoir fait sans le consentement du pape. Gerbert est déposé à son tour, Arnoul est rétabli, puis le légat lève les sanctions contre ceux qui ont déposé Arnoul[7].
- 1015 : les seuls actes restant de ce concile sont ceux confirmant les privilèges de l'abbaye de Mouzon[7].

### Concile de 1049
- Les 3, 4 et 5 octobre 1049[8],[9]: à Reims, le concile est tenu par le pape Léon IX pour remédier à plusieurs abus dans le cadre de la réforme de l'Église (simonie, nicolaïsme...) et qui faisait la suite de ceux de Rome et de Pavie. Le pape venait à l'initiative de l'abbé Hérimar de l'Abbaye Saint-Remi de Reims, pour consacrer la nouvelle église. Henri Ier avait convoqué le ban et l'arrière-ban de son domaine et il ne vint que Frotland, évêque de Senlis, et Gui de Châtillon, archevêque de Reims qui les accueillait. Le concile se tenait avec vingt évêques, cinquante abbés et de nombreux clercs, parmi eux : l'archevêque de Trêves : Eberhard (1047-1066) ; celui du Lyon : Halinard (1046-1052), et celui de Besançon : Hugues Ier de Salins (1031-1066) ; l'évêque de Porto nouvellement nommé : Jean[10] Sesmando[11] . Le concile prit des sanctions canoniques contre Guillaume le Conquérant à la suite de son mariage avec sa cousine Mathilde de Flandres[12]. Ainsi que contre des gens d'église : furent excommuniés l'archevêque de Sens : Gilduin de Joigny (1032-1049), et celui de Saint-Jacques en Galicie ;  l'évêque d'Iria-Flavia à Compostelle : Cresconius II (1037-1048), pour avoir affirmé que son siège était apostolique ; cette excommunication revenait à nier la présence du corps de l'apôtre à Compostelle)[13], les évêques de Beauvais : Drogon ; d'Amiens : Foulques d'Amiens (1036-1058) pour son absence, l'abbé de l'abbaye Saint-Médard de Soissons. Furent déposés les évêques de Langres : Hugues de Breteuil (1031-1049), après un exposé par le cardinal Pierre, bibliothécaire et chancelier de l'Église romaine, dont les détails furent édifiants : simonie, homicide, adultères, sodomie, extorsion  de  fonds, torture, violence, et  tyrannie. Cet évêque venait la veille d'accuser l'abbé de l'abbaye Saint-Pierre-et-Saint-Paul de Pothières, des mêmes méfaits , ainsi que de ne pas payer le cens dû à saint Pierre, à qui appartenait son monastère, accusation d’ailleurs véridique ; de continuer à célébrer les saints mystères alors qu’il était ipso facto excommunié. Ces trois principaux forfaits valurent sa déposition immédiate[14]. Il fut à sa demande défendu par les archevêques de Besançon : Hugues Ier de Salins, qui était son voisin, et de Lyon : Halinard, qui était son métropolitain, et fut auparavant  son diocésain, tout en le restant pour l'abbaye Saint-Bénigne de Dijon. Il paraît qu'il reconnut avoir vendu des ordinations. Parmi les accusations, celles d'un clerc, à l'origine laïc et marié, père de famille, parti à l'armée pour le service du roi, l'évêque aurait fait enlever sa femme, puis après lui avoir fait violence, l'aurait fait enfermer dans un cloître. Un autre religieux, l'accusa de l'avoir emprisonné, torturé, et obligé de lui verser dix livres deniers[15]. Il en fut de même pour l'évêque de Nantes : Budic pour népotisme et simonie. Douze canons furent promulgués contre l'usure, contre le port des armes par les clercs, l'accès aux charges ecclésiastiques sans élection préalable, la protection des pauvres[16]...
- Consécration de la basilique Saint-Remi de Reims, alors église abbatiale de l'abbaye Saint-Remi de Reims par le pape Léon IX[17].

### Concile de 1092
- 20 mars 1092 : le concile force Robert le Frison, comte de Flandre, à renoncer au droit de dépouille, en vertu duquel il s'emparait de l'héritage des clercs.

### Concile royal de 1094
- 18 septembre 1094 : Philippe Ier de France  veut faire approuver dans ce concile son mariage avec Bertrade de Montfort qu'il a enlevée à Foulques le Réchin. Yves de Chartres refuse d'assister à une assemblée où il n'aurait pu exprimer son avis avec liberté. Présidé par l'archevêque Renaud avec la présence de Philippe de France, Richier de Sens, Geoffroy de Paris, Gautier de Meaux, Hugues de Soissons, Elinande de Laon, Ratbod de Noyon, Gervin d'Amiens, Lambert d'Arras et Hugues de Senlis.

### Concile de 1115
- 28 mars 1115 :  l'empereur Henri V est excommunié par le légat Conon. Présidence Conon de Préneste, légat, Raoul de Reims, Guillaume de Châlons, Jean de Thérouanne, Robert d'Arras, Galon de Paris, Thierry d'Orléans, Philippe de Troyes.

### Concile de 1119
- 20 octobre 1119 : le concile se réunit pour tenter de résoudre la querelle des Investitures. Il est présidé par le pape Calixte II qui avait près de lui quinze archevêques, deux cents évêques et environ autant d'abbés ; il s'ouvre le 20 octobre et dure jusqu'au 30 du même mois. Louis le Gros y assiste et y porte plainte contre Henri Ier d'Angleterre, qui a envahi la Normandie. Le concile édicte plusieurs décrets contre la simonie, les investitures données par des laïques, et l'incontinence des clercs. Un des canons défend de ne rien exiger pour le baptême, les saintes huiles, la sépulture ou l'onction des malades. La trêve de Dieu est de nouveau proclamée, mais le concile échoue dans sa tentative de conclure la paix entre le pape et l'empereur.

### Concile de 1128
- 1er août 1128 : confirmation des décisions du concile d'Arras, règles des différends. Présidé par Matthieu d'Albano, légat, les archevêques de Reims et Lens, les évêques de Soissons, Francon (évêque de Paris), Meaux et Troyes étant présent.

### Concile de 1131
- 18 octobre 1131 : excommunication d'Anaclet II par Innocent II. Interdiction des tournois, trêve de Dieu. Autour du roi Louis VI et du pape se trouvaient là treize archevêques et deux-cent soixante trois évêques.

### Concile provincial de 1134
- 1134 : jugement de Liétard évêque de Cambrai, présidé par Renaud II archevêque avec Bernard de Clairvaux et cinquante évêques.

### Concile de 1148
- 22 mars 1148 : le pape Eugène III continue la réforme de Grégoire VII. Éon de l'Étoile, condamné par le concile, est arrêté et soumis à la question. Le sentiment Gilbert de la Porrée sur l'essence divine est condamné et ses écrits lacérés. Le pape présidait devant plus de quatre cents évêques.

### Concile provincial de 1157
- 26 octobre 1157 : le concile, tenu par l'archevêque Samson de Mauvoisin, définit une procédure répressive à l'encontre des hérétiques.

### Concile de 1164
- 1164 : concile tenu par le pape Alexandre III ; on s'y occupe des secours à donner à la Terre sainte.